# Spatelstjärt
Spatelstjärt (Loddigesia mirabilis) är en fågel i familjen kolibrier.

## Utseende och läte
Spatelstjärten är en medelstor kolibri med en helt makalös stjärt. Hanen är blå på strupen. Resten av undersidan är vit med en svart linje nerför mitten och grönt på bröst- och buksidor. Ovansidan är mestadels bronsbrun. De yttre stjärtpennorna är mycket långa och bara, längst ut med stora och mörka spatlar. De två mittersta stjärtpennorna är också långa och smala. Stjärtlängd varierar med åldern. Honans stjärt är mycket kortare men uppvisar ändå spatlar. I övrigt har honan vit strupe och saknar hanens svarta på undersidan. Fågeln har inga egentliga läten, men märkliga nynnande och högljutt flaxande ljud hörs från vingpennorna.

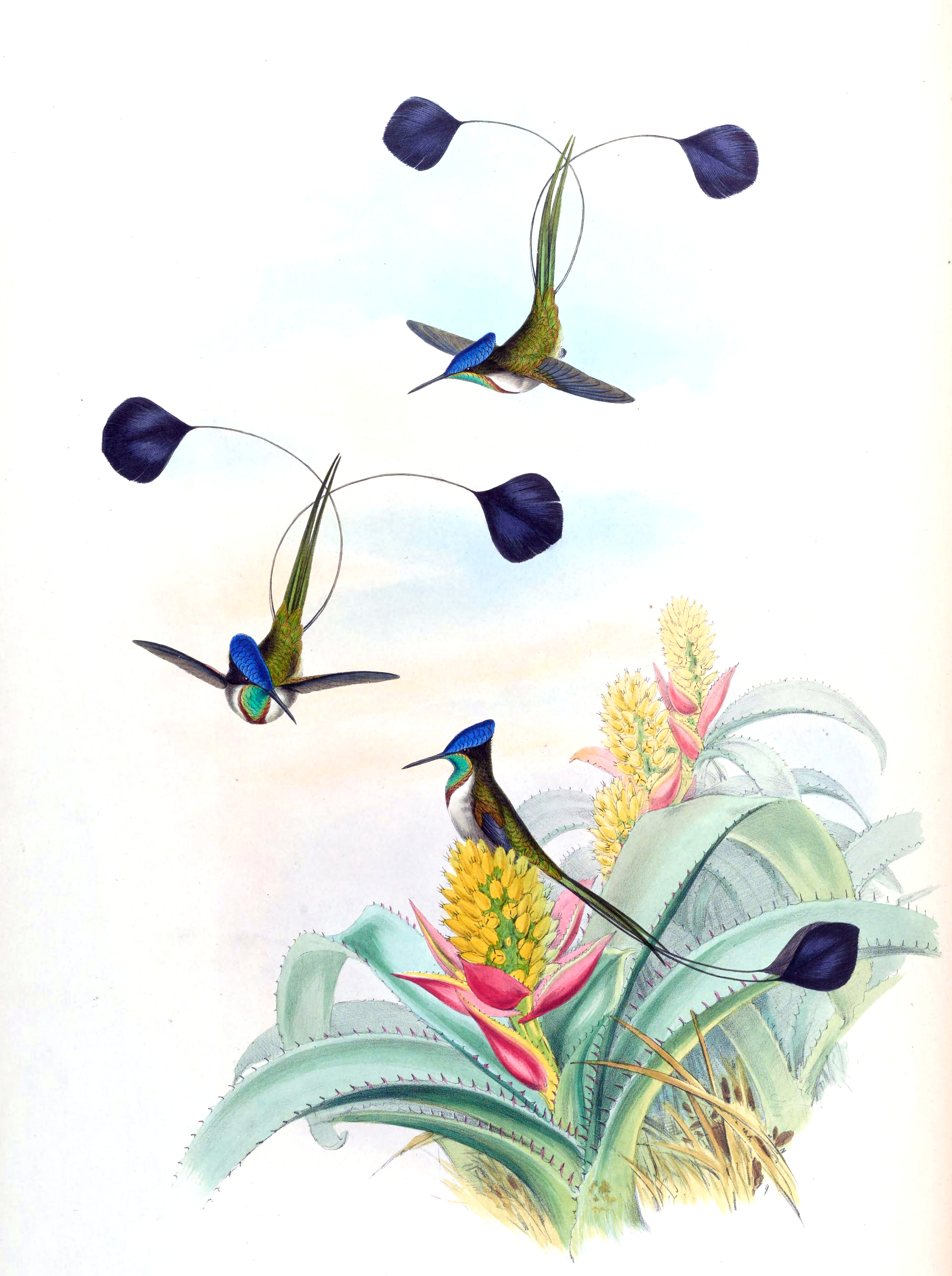

## Utbredning och systematik
Fågelns utbredningsområde är i Anderna i norra Peru (längs östra stranden av Utcubambafloden). Arten är den enda i släktet Loddigesia.

## Status
Arten har ett litet utbredningsområde och en världspopulation som uppskattas till endast mellan 1000 och 2500 vuxna individer. Den tros också minska i antal till följd av jordbrukets utvidgning, exploatering och jakt. Internationella naturvårdsunionen IUCN kategoriserar den som nära hotad.